# Broussailles xériques de San Lucas
Localisation
Les broussailles xériques de San Lucas sont une écorégion néotropique de broussailles xérophytes de la péninsule de Basse-Californie au Mexique. Elles couvrent une superficie de 3 900 km2 à l'extrémité sud de la péninsule. Le maquis xérique s'étend depuis le niveau de l'océan jusqu'à 250 mètres d'altitude où commencent les forêts sèches de la Sierra de la Laguna.